# 답십리동
답십리동(踏十里洞)은 서울특별시 동대문구에 위치한 동의 명칭이다.

## 개요
답십리라는 명칭에는 여러 가지 유래설이 있다. 조선초 무학대사가 도읍을 정하려고 이곳을 밟았다 하여 답심리(踏尋里)로 불렸다는 것과 흥인지문으로부터 10리가 떨어진 곳이라고 하여, 왕십리와 같이 답십리라고 불렀다는 설, 그리고 청계천 하류지역이었던 이 지역의 들(논:畓)이 10리벌 같이 넓어서 답십리(畓→ 踏十里)로 되었다는 설이다. 이곳은 1751년 영조 27년 한성부 동부 인창방 답십리계였다가, 1911년 4월 경성부 인창면으로 편입되었고, 1914년 4월 경기도 고양군 숭인면으로 편입되었다. 1936년 4월에는 경성부 답십리정이 되었고, 1943년 4월 1일 구제를 시작하면서 동대문구에 편입되어, 동대문구 답십리정으로 개칭하였다. 해방후 1946년 10월 1일 일제식 명칭인 ‘정’을 없애고, 동대문구 답십리동으로 개칭하였다. 1970년 5월 18일 동대문구 답십리3동이 신설되었고, 2008년 8월 11일에는 답십리3동과 5동을 통합하였다. 2009년 5월 4일에는 1동과 3동을 통합하여 2개의 동만 남게 되었다.

## 법정동
- 답십리동

## 교육
- 서울답십리초등학교
- 서울신답초등학교
- 서울동답초등학교
- 숭인중학교

## 주거
| 단지명                      | 건설사                     | 시행사                              | 주소 | 입주        | 비고                |
| --------------------------- | -------------------------- | ----------------------------------- | ---- | ----------- | ------------------- |
| 래미안 엘파인               | 삼성물산 건설부문          |                                     |      | 2008년 12월 | 전농3-2구역 재개발  |
| 래미안 미드카운티           | 삼성물산 건설부문          |                                     |      | 2019년 4월  | 답십리18구역 재개발 |
| 답십리 래미안위브           | 삼성물산 건설부문 두산건설 |                                     |      | 2014년 10월 | 답십리16구역 재개발 |
| 청계 힐스테이트             | 현대건설                   | 대농신한 주택재건축정비사업조합     |      | 2018년 11월 |                     |
| 우성그린                    | 우성건설                   |                                     |      | 1997년 5월  |                     |
| 청솔우성                    |                            |                                     |      | 2000년 3월  |                     |
| 답십리 두산                 | 두산건설                   | 답십리9구역 주택재개발조합          |      | 2000년 9월  | 답십리9구역 재개발  |
| 답십리 두산위브             | 두산건설                   |                                     |      | 2007년 4월  |                     |
| 답십리 파크자이             | 지에스건설                 | 답십리14구역 주택재개발정비사업조합 |      | 2019년 2월  | 답십리14구역 재개발 |
| 답십리 e편한세상            |                            |                                     |      |             |                     |
| e편한세상 답십리 아르테포레 |                            |                                     |      |             |                     |
| 답십리 대우                 | 대우건설                   | 답십리11구역 주택재개발조합         |      | 2002년 4월  | 답십리11구역 재개발 |
| 답십리 동아                 | 동아건설산업               |                                     |      | 2001년 11월 | 답십리8구역 재개발  |

## 교통
- ● 수도권 전철 5호선
  - 답십리역

## 같이 보기
- 대한민국의 행정 구역